# 原來錢作怪
《原來錢作怪系列》是香港電台電視部製作的經濟類及教育類節目系列，由黃元山主持。

## 外部連結
- 香港電台節目網站 - 原來錢作怪第一至三輯 （页面存档备份，存于）
- 香港電台節目網站 - 原來錢作怪第四輯 （页面存档备份，存于）
- 香港電台節目網站 - 原來錢作怪第五輯 （页面存档备份，存于）
- 香港電台節目Podcast - 原來錢作怪第一至四輯 （页面存档备份，存于）
- 香港電台節目Podcast - 原來錢作怪第五輯 （页面存档备份，存于）
- 香港電台節目Facebook - 原來錢作怪